# Luan Starova
Luan Starova (en macédonien : Луан Старова), né le 14 août 1941 à Pogradec (Albanie) et mort le 24 février 2022, est un écrivain, traducteur et diplomate macédonien d'origine albanaise.

## Biographie
Luan Starova a fait des études de philologie romane à Skopje et à Zagreb (thèse sur Les Balkans dans la prose de Guillaume Apollinaire). Il a ensuite fait de la littérature comparée à la Sorbonne.
Professeur de langue et littérature française à l'université de Skopje, il a été ambassadeur de Yougoslavie en Tunisie, puis ambassadeur de Macédoine à Paris, Madrid et Lisbonne.
Il écrit à la fois en macédonien et en albanais.
Luan Starova meurt le 24 février 2022 à l'âge de 80 ans.